# Резерват Фањиканг
Резерват Фањиканг (енгл. Fanikang Game Reservee) је заштићено рамсарско подручје у Јужном Судану у вилајету Џонглеј, југозападно од града Малакала. Захвата повшину од око 480 км². Обухвата мочварно-травне пределе са значајним стаништем нилских лечви.